# NGC 4652
NGC 4652 is een spiraalvormig sterrenstelsel in het sterrenbeeld Grote Beer. Het hemelobject werd op 1 mei 1831 ontdekt door de Britse astronoom John Herschel.

## Synoniemen
- MCG 10-18-78
- ZWG 293.35
- PGC 42802